# Ittikorn Kansrang
Ittikorn Kansrang (thailändisch อิทธิกร การสร้าง, * 12. März 1995), auch als Joe bekannt, ist ein thailändischer Fußballspieler.

## Karriere
Ittikorn Kansrang stand bis Mitte 2016 beim Erstligisten Muangthong United in Pak Kret unter Vertrag. Nach der Hinserie 2016 wechselte er zum Phrae United FC. Der Club aus Phrae spielte in der dritten Liga, der Regional League Division 2, in der Northern Region. Anfang 2017 schloss er sich dem Erstligisten BEC Tero Sasana FC aus Bangkok an. Nach einem Jahr verließ er BEC und wechselte zu seinem ehemaligen Club Muangthong. Bis Ende 2019 kam er bei Muangthong nicht zum Einsatz. 2020 wechselte er auf Leihbasis zum Udon Thani FC. Mit dem Club aus Udon Thani spielte er in der zweiten Liga, der Thai League 2. Für Udon Thani stand er 2020 siebenmal im Tor. Nach Vertragsende bei Muangthong wechselte er zum 1. Januar 2020 zum Zweitligisten Khon Kaen United FC nach Khon Kaen. In der Saison 2020/21 wurde er mit Khon Kaen Tabellenvierter und qualifizierte sich für die Aufstiegsspiele zur zweiten Liga. Hier konnte man sich im Endspiel gegen den Nakhon Pathom United FC durchsetzen und stieg somit in die zweite Liga auf. Nach dem Aufstieg verließ er Khon Kaen und ging nach Lampang, wo er sich dem Zweitligisten Lampang FC anschloss. Für den Verein aus Lampang stand er achtmal zwischen den Pfosten. Nach der Hinrunde 2021/22 wurde sein Vertrag im Dezember 2021 nicht verlängert. Im Januar 2022 unterzeichnete er einen Vertrag beim Erstligisten Nongbua Pitchaya FC. Bei dem Verein aus Nong Bua Lamphu kam er einmal im Thai League Cup am 12. Januar 2022 gegen den Nakhon Si United FC zum Einsatz. In der Liga saß er einmal auf der Ersatzbank. Im Sommer 2022 wechselte er in die dritte Liga, wo er einen Vertrag beim Mahasarakham FC unterschrieb. Am Ende der Saison wurde er mit dem Verein Meister der Region. In den Aufstiegsspielen zur zweiten Liga konnte man sich jedoch nicht durchsetzen. Mit dem Verein aus Maha Sarakham spielte er 23-Mal in der North/Eastern Region der Liga an. Nach der Saison wurde sein Vertrag im Sommer 2023 nicht verlängert. Im September 2023 unterschrieb er einen Vertrag bei dem in der Southern Region spielenden Phuket Andaman FC. Für Phuket kam er sechsmal in der Liga zum Einsatz. Im Dezember 2023 wurde sein Vertrag nicht verlängert. Den Rest der Spielzeit stand er bei dem in der Northern Region spielenden Phitsanulok FC unter Vertrag. Für den Klub aus Phitsanulok bestritt er ein Drittligaspiel. Im Juli 2024 ging er in die Southern Region. Hier schloss er sich dem Pattani FC an.

## Erfolge
Mahasarakham FC
- Thai League 3 – North/East: 2022/23